# 5636 Джейкобсон
5636 Джейкобсон (5636 Jacobson) — астероїд головного поясу, відкритий 22 серпня 1985 року.
Тіссеранів параметр щодо Юпітера — 3,326.